# ماهی طلاکوب نقره‌ای
ماهی طلاکوب نقره‌ای (نام علمی: Cyttus australis) نام یک گونه از سرده ماهی‌های طلاکوب سربه‌زیر است.